# Isabelle Berro-Amadeï
Isabelle Berro-Amadeï (nascuda el 24 d'octubre de 1965) és una jutge monegasca que actualment exerceix com a ministra d'estat en funcions i ministra d'Afers Exteriors i Cooperació de Mònaco. Anteriorment va exercir com a jutge del Tribunal Europeu de Drets Humans pel que fa a Mònaco del 27 de juny de 2006 a l'1 d'agost de 2015. Va ser nomenada ambaixadora de Mònaco a Alemanya, Àustria i Polònia el 2016.
El 10 de gener de 2025, va ser nomenada ministra d'estat en funcions després que Didier Guillaume fos hospitalitzat. Va mantenir aquest càrrec després de la mort d'aquest últim una setmana més tard.